# Dungeons & Dragons (serial TV)
Dungeons & Dragons este un serial TV american bazat pe jocul de rol Dungeons & Dragons. O coproducție Marvel Productions și TSR, serialul a fost transmis în premieră între 1983 și 1985 pe canalul CBS cu un total de 27 de episoade. Compania japoneză Toei Animation a realizat animația acestui serial.  
In anul 2001, cand Disney a cumparat Fox Kids Worldwide, acesta a devenit proprietarul librariei Fox Kids, care include totodata, continutul de la Marvel Productions. Insa continutul nu este disponibil pe Disney+.
Serialul prezintă un grup de șase prieteni care sunt transportați în regiunea titulară și urmărește aventurile lor în timp ce încearcă să găsească un drum spre casă cu ajutorul ghidului lor 'Dungeon Master'. Un episod final neprodus ar fi servit ca o concluzie, precum și ca o re-imaginare a serialului dacă ar fi fost realizat un al patrulea sezon. Cu toate acestea, serialul a fost anulat înainte ca episodul să fi fost făcut. Scenariul poate fi găsit în diverse surse online și a fost interpretat ca o dramă audio de radio ca o emisiune specială în ediția BCI Eclipse pe DVD a serialului.

## Personaje

### Protagoniști
- Hank, the Ranger (Arcașul) (voce interpretată de Willie Aames)
- Eric, the Cavalier (Cavalerul) (voce de Don Most):
- Diana, the Acrobat (Acrobatul) (voce de Tonia Gayle Smith)
- Presto, the Magician (Magicianul) (voce de Adam Rich)
- Sheila, the Thief (Hoțul) (voce de Katie Leigh):
- Bobby, the Barbarian (Barbarul) (voce de Ted Field III)
- Uni, the Unicorn (Unicornul) (efecte de voce de Frank Welker)
- Dungeon Master (voce de Sidney Miller)

### Antagoniști
- Venger, the Force of Evil (voce interpretată de Peter Cullen)
- Shadow Demon (voce de Bob Holt)
- Tiamat (efecte de voce de Frank Welker)

## Episoade
Serialul are 27 de episoade de-a lungul a 3 sezoane cu 13, 8 și respectiv 6 episoade.

## Legături externe
- Dungeons & Dragons la Internet Movie Database
- Dungeons & Dragons la TV.com
- „A storyboard for the second season's introduction”. Arhivat din original la 24 iulie 2011.
- Model sheets for characters Arhivat în 25 octombrie 2012, la Wayback Machine.
- Final 'Requiem' script
- https://www.cinemagia.ro/filme/dungeons-dragons-1139995/